# رصدخانه سمعی و بصری اروپا
رصدخانه سمعی و بصری اروپا (فرانسوی: Observatoire européen de l’audiovisuel‎) یک سازمان خدمات عمومی، بخشی از شورای اروپا است که در سال ۱۹۹۲ تأسیس شد.
این رصدخانه داده‌های مربوط به صنعت سمعی و بصری در اروپا مانند سینما، تلویزیون، رادیو، ویدئو، ویدیوی درخواستی و تلویزیون را جمع‌آوری و تجزیه و تحلیل می‌کند.

## لومیر (پایگاه داده)
لومیر یک پایگاه داده آنلاین از فروش بلیت (گیشه) برای فیلم‌هایی است که در ۲۷ قلمرو اروپایی منتشر شده‌اند که با همکاری منابع اطلاعاتی ملی و برنامه مدیا اتحادیه اروپا ایجاد شده‌است.